# 寶兒
權珤雅（羅馬化：Kwon Bo-a，常被寫為權寶雅；1986年11月5日—），以藝名寶兒（韓語：보아，羅馬化：BoA）為人熟知，韓國SM娛樂旗下女歌手、舞者、词曲作家及公司理事，與李孝利、張娜拉並列第一代的韓流女歌手。
2000年8月25日，以首張韓語正规專輯《ID; Peace B》正式出道。2002年3月13日，她在日本發行首張日語專輯《LISTEN TO MY HEART》，銷售量突破一百萬張，成為首位在日本突破的韓國歌手。2008年10月14日，寶兒推出首张英語單曲《Eat You Up》，並在2009年3月17日發行了她的首張英語專輯《BoA》。
寶兒在東亞地區的成功，在於她能夠使用多種語言（母語韓語、日語及英語，她還錄製了幾首華語歌曲）。她是唯一一位在日本三張專輯銷量均超過一百萬張的的外國歌手，也是除了濱崎步以外，在Oricon排行榜上.擁有六個連續第一名的專輯的成績。
寶兒的韓國官方歌迷會粉絲名稱為「Jumping BoA」，日本官方歌迷會粉絲名稱為「SOUL」，官方的應援色為檸檬黃。

## 音樂事業

### 1986年－1999年：出道前
寶兒是家中老么，大哥是鋼琴家、二哥是音樂錄影帶導演權順旭。一般認為寶兒當年的出道，是其兄長帶來的一個偶然契機：寶兒的哥哥在參加SM Entertainment所主辦的選秀時，剛好帶著寶兒一起去，而SM Entertainment老闆李秀滿決定讓寶兒一起參與徵選，因此寶兒獲得面試機會。但寶兒在2020年出演李棟旭想做脫口秀時親自說明純屬誤傳：實情是寶兒在社區舞蹈比賽中串場表演，被SM Entertainment的員工相中，而李秀滿將其他參加SM選秀的青少年誤認為寶兒的哥哥，這使得寶兒的哥哥長期受到「被SM徵選淘汰」的大眾印象困擾。
1997年，11歲的寶兒就開始接受了專門的演藝訓練，學習英語、日語等，SM公司目標是將寶兒栽培成為未來亞洲的明星歌手，因此她只上過小學的正規教育。
當時為了把外語學精，寶兒著手專攻的是英語和日語，她還特意請了家教，放假時也是暫住在日本學習會話，小學畢業後花了近六個月的時間到日本延授，同時又學習舞蹈和唱歌，還結識了日本放送協會播音員，一起生活鍛鍊會話能力，其間也掌握了不少日本傳統文化，如今的她能自如地用日語、英語溝通。
為了讓寶兒成為實力派歌手，很多位藝術專家成了她的專屬老師，擔當寶兒舞蹈指導的是日本的作美和數，此外她的出道專輯也請到了韓國作曲家通力相助，經三年的準備後，正式出道。

### 2000年－2002年: 出道與日本的發展
- 2000年8月25日，在韓國推出首張专辑《ID; Peace B》，出道後開始專注在日本的發展。

- 2002年1月17日，於日本發行的首張日文專輯《LISTEN TO MY HEART》，獲得銷售上突破一百萬張的成績，寶兒開始成為亞洲知名的歌手。[9]

- 2002年4月，發行的第二張韓文專輯《NO.1》於韓國當地創下了逾600,000張的驚人銷售量 (計2002年度)，亦寫下韓國歌壇史上年紀最輕的女歌手唱片銷售佳績。

### 2003年－2016年: 事業上的成功
- 2003年3月發行的第二張專輯《Valenti》大破百萬張 (日本Oricon公信榜統計)，成了日本史上首位韓籍藝人擁有百萬專輯。12月14日下午7點在中國北京工人體育場舉行的由韓國放送公社和中國中國中央電視台共同主辦的第5屆中韓歌會上，寶兒登上舞台演唱了她的最新單曲「Rock with you」，此次是寶兒首次登上中國的舞台。
- 2002年除夕夜首次出賽紅白歌合戰，是該年紅組第二位出場歌手，緊接著藤本美貴。之後在2003年更擔當第一位出場歌手，是首位非日籍之韓國歌手（歸化日本的韓裔歌手當作日本歌手）擔任第一位出場者。
- 2004年1月於日本發行的第三張日文專輯《LOVE & HONESTY》，專輯銷售攻佔各大排行榜第一名次，被譽為「亞洲最強17歲女生BoA」。[14]

- 2004年2月14日在新加坡開幕、亞洲最大型的音樂慶典「MTV Asia Awards」榮獲「最有影響力亞洲藝人」及「韓國最受歡迎藝人」兩個獎項。[15]

- 2004年5月8日首度接受台灣金曲獎之邀請，參與頒獎典禮並獻上「韓流風暴No.1+Valenti」表演，[16] 與吳建豪一同擔任頒獎人，此次也是寶兒首次至台灣宣傳並參與活動。[17][18]

- 2004年7月成為首位代言日本知名化妝品 KOSE FASIO 的韓國藝人

- 2004年9月23日受邀參與『 第五屆 中國金鷹藝術節 』頒獎典禮。

- 2004年11月26日參加『1st Asia Song Festival 第一屆 亞洲音樂節 』

- 2004年12月1日富士電視台「FNS歌謠祭」頒獎典禮，寶兒以韓國歌手的身份在韓國首都首爾市東大門區，透過衛星連線出席韓國史上第一次的日本歌曲頒獎典禮，並現場演唱韓日同步發行的新歌曲。

- 2004年12月16日受邀赴印尼參加『 2004 Ami Awards 』音樂頒獎典禮並在當地舉行簽名會與六百位歌迷同歡。

- 2004年12月31日第三度受邀參加『紅白歌合戰』。

- 2005年2月發行首張日文精選「BEST OF SOUL」為日本Oricon榜第1名，大賣百萬張，是該年第一張百萬專輯。這讓寶兒再創了「日本史上第一位非日籍藝人擁有兩張百萬專輯」的紀錄。

- 2005年2月14日首張日文精選「BEST OF SOUL」獲得United World Chart(世界聯合排行榜)第一名。

- 2005年3月30日日本第十五張單曲『DO THE MOTION』發行-日本Oricon榜首日及首週第1名，創下首位亞洲藝人(非日本國藝人)在日本公信榜拿下專輯及單曲冠軍的紀錄。

- 2005年6月13日寶兒與東方神起受邀赴美擔任LA宣傳大使，並參與「韓流韓國文化慶典」。

- 2005年10月6日受邀參與釜山國際電影節擔任開場嘉賓。

- 2005年11月18日參與「APEC 2005 KOREA」亞太經合會韓國釜山與會開幕儀式，成為唯一一位在美國總統布希、韓國統領盧武鉉、中國國家主席胡錦濤、日本首相小泉...等世界二十一國領袖前代表韓國表演的藝人。

- 2005年12月31日第四度受邀參加NHK「紅白歌合戰」獻唱單曲「緊緊擁抱」。

- 2006年受到美國夢工廠Dream Works電影公司之邀，擔任動畫影片日、韓文版配音，並受邀至坎城宣傳造勢版配音。8月份於日本發行新單曲Key of Heart，也同時成為該動畫電影日本地區宣傳主題曲。

- 2006年1月18日 日本第十八張單曲『Everlasting 天長地久』發行-打入日本Oricon榜首日及首週前5名。

- 2006年2月15日 日本第四張專輯『OUTGROW 蛻變』發行-日本Oricon榜第1名。

- 2006年11月30日日本NTV電視台舉辦1億3千萬人票選，BoA獲選最佳藝人。

- 2006年12月美國CNN頻道專訪亞洲藝人「Talk Asia」/ 韓國寶兒BoA。

- 2006年12月31日第五度受邀參加 NHK「紅白歌合戰」。

- 2007年發行第五張專輯《Made in Twenty》

- 2007年12月31日第六度受邀參加 NHK「紅白歌合戰」獻唱「冬季情歌SP」

- 2008年發行第六張專輯《The Face》再奪Oricon銷量榜冠軍，創下了連續六張冠軍專輯(原創)的紀錄，成績僅次於連續8次冠軍的濱崎步。

- 2009年3月9日被評為“亞洲新一代人物20人”之一。

- 2009年BoA成为首位榮登Billboard Hot 200 專輯銷量榜的韓籍歌手。

- 2009年5月30日受邀參與「MTV Video Music Awards JAPAN 2009, VMAJ」特別公演，與SEAN GARRETT一同演唱「I Did It For Love」。

- 2010年以韓文第六張專輯《HURRICANE VENUS》回歸韓國歌壇

- 2010年5月30日參加中國上海世博會“韓國音樂節”演唱會

- 2011年12月開始擔任SBS選秀節目《K-pop Star》評審，代表SM娛樂。

- 2012年3月12日出席韓流IBC Club 之夜

- 2012年7月22日發行韓文第七張專輯《Only One》回歸韓國樂壇，台灣與韓國同步數位公開。

- 2012年11月《K-pop Star 2》開播，繼續代表SM娛樂擔任評審。

- 2014年3月21日被SM娛樂委任為非註冊董事，以創意總監的身份去參與多個新事業計劃和內容，透過全球活動來展現出所累積的專門知識，並同時獲得8000份認股權[19][20]。

- 2014年8月15日在韓國世宗特別市某天主教大學與訪韓的羅馬教宗方濟各共進午餐。

- 2015年成為首位[21]在韓國首爾世宗文化會館舉行演唱會(Special Live: NOWNESS 15週年紀念演唱會)的20代女idol，也是繼H.O.T 和水晶男孩後第一個登上世宗文化會館舞台的流行歌手。

- 2016年2月24日MBN Y FORUM 2016「2030 我們的英雄2016」的11位英雄人物其中一位。

### 2017年－2020年: 女王寶兒出道20周年:迷你一輯《ONE SHOT, TWO SHOT》、正規九輯《WOMAN》、迷你二輯《Starry Night》、正規十輯《Better》
- 2017年4月7日－2017年6月16日韓國Mnet男團選秀節目PRODUCE 101 第二季播出，BoA擔任國民製作人代表

- 2018年3月30日，BoA透過各大音源網站發行迷你一輯《ONE SHOT, TWO SHOT》回歸，收錄包括主打歌《ONE SHOT, TWO SHOT》等共七首曲風多元的歌曲，讓歌迷再次體驗BoA廣泛多變的音樂世界。2018年頻繁展開活動的BoA，於專輯發行前率先發表了嘻哈舞曲〈내가 돌아 (NEGA DOLA)〉，迷人的獨特歌聲和充滿嘻哈感的表演展現出BoA特有的強烈Girl Crush魅力，博得好評。這次推出的Deep House風舞曲〈ONE SHOT, TWO SHOT〉，挑戰全新變化，令人難以抵擋的魅力再次迷倒整個歌壇。BoA 最新主打歌《ONE SHOT, TWO SHOT》，屬於Deep House風格舞曲，迷幻又洗腦的旋律十分出色，並由BoA親自填寫歌詞，詞中用火花迸裂的畫面來比喻男女墜入愛河的瞬間，而MV中BoA一身復古風的造型與舞者們精湛的舞藝場景，以及在火車月台上與一名跨越軌道的神秘男子間的互動，最後BoA向男方射出致命一槍，但原來這一切都是男方的夢境，讓所有觀看者露出會心一笑！此外，專輯中也收錄了先前數位發行引起話題的R&B舞曲〈내가 돌아 (NEGA DOLA)〉，以及去年6月在[CAMO Project]中公開的〈CAMO〉共7首歌，讓大家能夠體驗BoA更多變的音樂世界。

- 2018年10月24日，BoA透過各大音源網站發行第九張正規專輯《WOMAN》回歸，並公開專輯同名主打歌《Woman》的 MV。這是 BoA 繼今年2月發行的《ONE SHOT, TWO SHOT》後，時隔約十個月推出的新作品，主打歌《Woman》輕快的旋律和 BoA 獨特的歌聲相當搭配，是一首 POP 舞曲，由 BoA 親自作詞，歌詞描寫出女性威風堂堂的一面，充滿氣勢的舞蹈，也能讓粉絲們見到 BoA 展現她特有的「Girl Crush」魅力。BoA 新專輯一共收錄10首歌曲，除主打歌《WOMAN》外，另外還有《Like it!》、《Irreversible (홧김에)》、《Encounter》、《Little More》、《U&I (너와 나)》、《If》、《No Limit》、《Good Love》、《I want you back (습관)》。

- 2019年12月11日，BoA以迷你二輯《Starry Night》回歸，BoA 寶兒表示這是自己一直很想要發行的冬季抒情專輯，而且還請來了平時很欣賞的韓國R&B音樂才子Crush一起合作，所以十分期待！但因為BoA忙碌的行程，此次將不會參加韓國音樂節目的舞台表演，因此特別於日前透過官方VLIVE頻道直播與粉絲互動、介紹新專輯；即將於明年迎來出道20週年的BoA 寶兒也表達了心情。專輯同名主打歌〈Starry Night〉由BoA 寶兒參與作詞，還特地請來了BoA 寶兒平時很欣賞的歌手Crush一起合作寫詞及獻唱，但因為網路的發達，所以並沒有機會與Crush見面覺得很可惜。歌曲以簡單但卻能夠感受到溫暖氛圍的樂器與悠揚的旋律構成，是首給人印象深刻的流行歌曲，歌詞內容則描述兩人在寒冷的冬夜看著繁星閃爍的夜空，分享溫暖的樣子，能夠感受到愛情、激動與安慰的愛情歌曲。另外，在日本也有著極高人氣的BoA 寶兒，睽違四年後於12月13日終於再度出演『Music Station』並演出超受歡迎的聖誕情歌〈聖誕快樂〉。

- 2020年8月10日，SM娛樂並於2020年8月10日開設了BoA的官方IG帳號，並更新BoA不同時期的未公開照片，與大家一起回顧BoA的成長史。

- 2020年8月24日，BoA的官方IG帳號也一口氣回顧了BoA自2000年出道以來發行的所有正規專輯的封面。從2000年的《ID; Peace B》、2002年的《No. 1》、2003年的《Atlantis Princess》、2004年的《My Name》、2005年的《Girls on Top》、2010年的《Hurricane Venus》、2012年的《Only One》、2015年的《Kiss My Lips》到2018年的《WOMAN》。

- 2020年8月25日，是BoA出道20周年「Our Beloved BoA」音樂企劃之歌曲，由伯賢翻唱的《空中花園 (Garden In The Air)》、BOL4（臉紅的思春期）重新詮釋的《Atlantis Princess》、Gallant翻唱與改編的英文版《Only One》，以及Red Velvet五位成員共同詮釋的《Milky Way》來做為慶祝BoA出道20周年的開端。

- 2020年11月4日，BoA推出了日文單曲《I believe》，該曲是BoA繼去年4月3日發行《喜歡你（スキだよ）-MY LOVE-/AMOR》後，時隔約1年7個月推出日文新歌。

- 2020年11月5日，是BoA的34歲生日之外，BoA也透過個人官方IG公開新專輯的宣傳照，還透過限時動態公開粉絲們為她準備的生日禮物。她也透過限時動態談及新專輯，寫下「等很久了…是正規專輯…第十張…《BETTER》」。

- 2020年12月1日，BoA透過各大音源網站發行正規十輯《Better》收錄了包括同名主打歌在內的11首歌曲。主打歌《Better》是一首R&B風格的舞曲，以沉穩的貝斯音和充滿節奏感的副歌部分成為亮點，鼓勵人們大膽去愛的歌詞更增添了歌曲的魅力。另外，BoA近日參與錄製的真人秀節目《Nobody Talks To BoA》從11月17日起每週二、四起在NAVER直播頻道V LIVE的“Beyond LIVE”播出。

### 2022年: 以女團新人之姿強勢出道
- 2022年1月1日，於SMtown中第一次以女團身份亮相，並正式公開女團名稱 GOT the beat (GOT意為girls on top)，以精湛的舞蹈表演獲得一致好評。

## 私人生活
2017年1月18日，傳出與男演員周元熱戀中的新聞，雙方經紀公司均承認該消息的真實性。
2017年11月13日，經過經紀公司證實與當兵中的男演員周元分手。
2021年9月5日，寶兒年長5歲的胞兄，韓國知名導演權順旭因腹膜癌離世，享年39歲。

## 音樂作品
| 單曲 - 2003: Double - 2003: Rock With You - 2004: Merry-Chri - 2006: Everlasting - 2012: Lookin' - 2013: 그런 너 那樣的你 (Disturbance) - 2013: ACTION - 2015: Christmas Paradise - WINTER GARDEN - 2016: No Matter What - 2017: 봄비 Spring Rain - 2017: CAMO - 2018: Nega Dola - 2019: Feedback - 2024: 정말, 없니? Emptiness 正規專輯 - 2000: ID; Peace B - 2002: No. 1 - 2003: Atlantis Princess - 2004: My Name - 2005: Girls on Top - 2010: Hurricane Venus - 2012: Only One - 2015: Kiss My Lips - 2018: WOMAN - 2020: BETTER - 2025: Crazier 迷你專輯 - 2018: ONE SHOT, TWO SHOT - 2019: Starry Night - 2022: Forgive Me 特別專輯 - 2001: Jumping into the World - 2002: Miracle - 2003: Shine We Are! | 單曲 - 2001: Amazing Kiss - 2001: 気持ちはつたわる - 2002: Don't start now - 2002: 奇蹟/NO.1 - 2002: JEWEL SONG/BESIDE YOU-僕を呼ぶ声- - 2003: Shine We Are!/Earthsong - 2003: DOUBLE(DOUBLE/Midnight Parade/Milky Way～君の歌～) - 2003: Rock With You - 2004: QUINCY/コノヨノシルシ - 2004: KEY OF HEART / DOTCH - 2005: DO THE MOTION - 2005: make a secret - 2005: 抱きしめる - 2006: Everlasting - 2006: 七色の明日～brand new beat～/Your Color - 2006: Key of Heart - 2006: Winter Love - 2007: Sweet Impact - 2007: LOVE LETTER - 2007: LOSE YOUR MIND feat. Yutaka Furukawa from DOPING PANDA - 2008: be with you. - 2008: Vivid -Kissing you,Sparkling,Joyful Smile- - 2009: 永遠/UNIVERSE feat.Crystal Kay&VERBAL(m-flo)/ Believe in LOVE - 2009: BUMP BUMP! feat.VERBAL(m-flo) - 2009: まもりたい ～White Wishes～ - 2010: WOO WEEKEND - 2011: Milestone - 2013: Only One - 2013: Tail of Hope - 2013: Message/Call my name - 2014: Shout It Out - 2014: MASAYUME CHASING - 2014: FLY - 2015: Lookbook - 2018: AMOR - 2019: スキだよ -MY LOVE- - 2019: Wishing Well - 2020: BoA LIVE TOUR 2019 #mood - 2020: I believe - 2021: My Dear - 2022: AGGRESSIVE (The Greatest Version) - 2022: make a secret (The Greatest Ver.) - 2022: 抱きしめる -The Greatest Ver.- - 2022: DO THE MOTION -The Greatest Ver.- - 2022: コノヨノシルシ -The Greatest Ver.- - 2022: Every Heart -ミンナノキモチ- -The Greatest Ver.- - 2022: QUINCY -The Greatest Ver.- - 2022: LOVE LETTER (The Greatest Ver.) - 2022: Sweet Impact -The Greatest Ver.- - 2022: LISTEN TO MY HEART -The Greatest Ver.- - 2025: Young & Free - 2025: Good for U 原創專輯 - 2002: Listen to My Heart - 2003: Valenti - 2004: Love & Honesty - 2006: Outgrow - 2007: Made in Twenty (20) - 2008: The Face - 2010: Identity - 2014: Who's Back? - 2018: 私このままでいいのかな 我就這樣可以嗎 特別專輯 - 2005: Merry Christmas from BoA - 2018: Unchained 合輯 - 2004: K-pop Selection - 2005: Best of Soul - 2006: BoA Best Single - 2009: Best & USA - 2011: BoA Summer Selection 2011 (Digital Compilation) - 2013: Winter Ballad Collection 2013 (Digital Compilation) - 2014: BoA Winter Ballad Collection 2014 - 2022: The Greatest 现场专辑 - 2019: BoA The Live 2018 X-Mas - 2020: BoA Live Tour 2019 #Mood Remix專輯 - 2002: Peace B. Remixes - 2003: Next World | 單曲 - 2018: Man in the Mirror (LIVE)（與席依達·蓋瑞特合作） 正規專輯 - 2009: BoA 單曲 - 2022: Better（feat.劉雨昕） 電影 - 2006:《不需要爱情的夏天 (电影)》Sunshine - 2007:《M》Mist - 2008:《與狗狗的10個約定》be with you. 電視劇 - 2011:《天堂牧場》My Only One - 2013:《鯊魚》天堂與地獄之間 - 2016:《大奧 (富士電視劇)》Make Me Complete - 2017:《最佳的一擊》今晚 with Mad Clown 其他 - 2000:《犬夜叉》Every Heart - 2002:《猴王五九》BESIDE YOU - 2004:《戰國無雙》Be the one - 2004:《新暗行御史》Song With No Name～名前のない歌 - 2004:《新暗行御史》My Name - 2006:《九十九夜》Your Color - 2014:《FAIRY TAIL》MASAYUME CHASING |

## 影視作品

### 電視劇
- 2011年 SBS《雅典娜：戰爭女神》 飾演 BoA（客串）
- 2013年 KBS《期待戀愛》 飾演 朱妍愛（女主角）
- 2016年 JTBC《老婆這週要出牆》 飾演 權寶英
- 2024年：tvN《和我老公結婚吧》 飾演 吳宥拉

### 電影
- 2006年 《森林保衛戰》 （韓版，日版配音）飾演西施妹（Heather）
- 2011年 《SMTOWN東京巨蛋 超級3D大電影》
- 2011年 《I AM. - SM家族青春傳記電影》
- 2013年 《舞光四射3D》 飾演Aya
- 2014年 《官能的法則》（客串）
- 2014年 《拳力遊戲》 飾演金秀京
- 2015年 《SM TOWN THE STAGE》
- 2017年 《秋天的郵局》

### 固定節目
| 日期                          | 電視台 | 節目名稱                   | 備註                                                                               |
| ----------------------------- | ------ | -------------------------- | ---------------------------------------------------------------------------------- |
| 2018年1月21日－2018年3月16日  | tvN    | Keyword＃BoA               | SHINee成員KEY一同出演                                                              |
| 2018年5月30日－2018年8月18日  | tvN    | 食糧日記                   |                                                                                    |
| 2022年9月24日－2022年12月10日 | JTBC   | Music Universe K-909第一季 | 音樂綜藝節目，每集嘉賓會進行新歌舞台表演，並公開收錄曲、特別合作及特別編曲舞台     |
| 2023年5月6日～                | JTBC   | Music Universe K-909第二季 | 音樂綜藝節目，每集嘉賓會進行新歌舞台表演，並公開收錄曲、特別合作及特別編曲舞台     |
| 2023年5月25日～               | tvN    | 唱跳歌手流浪團             | 真人秀音樂綜藝節目，由王牌PD金泰浩操刀製作，與李孝利、金元萱、嚴正化、華莎一同出演 |

### 韓國綜藝節目
| 日期                          | 電視台 | 節目名稱             | 備註           |
| ----------------------------- | ------ | -------------------- | -------------- |
| 2011年12月4日－2012年4月29日  | SBS    | K-pop Star 1         | 評審           |
| 2012年11月18日－2013年4月7日  | SBS    | K-pop Star 2         | 評審           |
| 2017年4月7日－2017年6月16日   | Mnet   | PRODUCE 101第二季    | 國民製作人代表 |
| 2018年11月24日－2019年3月29日 | SBS    | THE FAN              | Fan Master     |
| 2020年5月29日－7月10日        | tvN    | 韓國好聲音           | 導師           |
| 2021年8月24日－2021年10月26日 | Mnet   | Street Woman Fighter | 評審           |
| 2022年8月23日－2022年10月18日 | Mnet   | Street Man Fighter   | 評審           |

### Video（VHS）
- 8 Films（2003年3月19日）

## 演唱會
- 2003首場巡迴演唱會《BoA First Live Tour 2003～Valenti～》（2003/7/2）
- 日本巡迴演唱會《BoA Live Tour 2004 Love & Honesty》（2004/7/7）
- BoA Live Tour 2005 Best of Soul （2005/7/6）
- BoA the Live 裏ボア…聴かせ系（2007/3/7）
- BoA Arena Tour 2007 Made in Twenty（20）（2007/8/8）
- BoA The Live "X'mas" （2008/3/19）
- BoA Live Tour 2008 ～The Face～ （2008/9/17）
- BoA THE LIVE 2009 X'mas （2010/3/3）
- BoA LIVE TOUR 2010 IDENTITY
- BoA THE LIVE 2010 X'mas

- BoA THE LIVE 2011 X'mas～The 10th Anniversary Edition～

| 日期              | 演唱會站次 | 舉行地點            |
| 2011年12月10-11日 | 東京站     | 東京國際會議中心A館 |

- BoA Special Live 2013～Here I Am～

| 日期             | 演唱會站次 | 舉行地點                     |
| 2013年1月26-27日 | 首爾站     | 首爾奧林匹克公園奧林匹克大廳 |
| 2013年5月18日    | 台北站     | 台灣大學綜合體育館           |
| 2013年5月25日    | 大邱站     | 大邱 EXCO                    |
| 2013年6月1日     | 釜山站     | 釜山KBS大厅                  |

- BoA LIVE TOUR 2014 ～WHO'S BACK ?～

| 日期             | 演唱會站次 | 舉行地點                                                 |
| 2014年9月06-07日 | 東京       | NHKホール                                                |
| 2014年9月14日    | 名古屋     | 日本特殊陶業市民会館フォレストホール（旧名古屋市民会館） |
| 2014年9月20日    | 大阪       | オリックス劇場                                           |
| 2014年9月23日    | 福岡       | 福岡国際会議場                                           |

- 2015 Special Live: NOWNESS（15週年紀念演唱會）成為首位在韓國首爾世宗文化會館舉行演唱會的20代女藝人

| 日期             | 演唱會站次 | 舉行地點           |
| 2015年8月22-23日 | 首爾站     | 世宗文化會館大劇院 |
| 2015年12月11日   | 東京站     | 東京國際Forum      |

- 2017 BoA THE LIVE in Billboard Live

| 日期             | 演唱會站次 | 舉行地點             | 場數 |
| 2017年5月11-12日 | 東京站     | Billboard Live Tokyo | 4場  |
| 2017年5月16-17日 | 大阪站     | Billboard Live 大阪  | 4場  |
| 2017年6月12-13日 | 東京站     | Billboard Live Tokyo | 4場  |

- BoA THE LIVE 2018 ~ Unchained ~

| 日期          | 演唱會站次 | 舉行地點             |
| 2019年3月15日 | 札幌站     | Zepp Sapporo         |
| 2019年3月21日 | 福岡站     | 福岡國際會議中心本館 |
| 2019年3月23日 | 名古屋站   | Zepp Nagoya          |
| 2019年3月30日 | 大阪站     | Zepp Osaka Bayside   |
| 2019年3月31日 | 大阪站     | Zepp Osaka Bayside   |
| 2019年4月3日  | 東京站     | Zepp Tokyo           |
| 2019年4月4日  | 東京站     | Zepp Tokyo           |

- BoA THE LIVE 2018 "X'mas"

| 日期           | 演唱會站次 | 舉行地點             |
| 2018年12月20日 | 日本站     | 舞浜アンフィシアター |
| 2018年12月21日 | 日本站     | 舞浜アンフィシアター |
| 2018年12月29日 | 韓國站     | Yes24 Live Hall      |
| 2018年12月30日 | 韓國站     | Yes24 Live Hall      |

- BoA LIVE TOUR 2019 - #mood

| 日期           | 演唱會站次 | 舉行地點                           |
| 2019年9月22日  | 神奈川站   | 相模女子大学グリーンホール         |
| 2019年9月23日  | 神奈川站   | 相模女子大学グリーンホール         |
| 2019年9月28日  | 福岡站     | 福岡國際會議中心本館               |
| 2019年9月30日  | 埼玉站     | 大宮ソニックシティ大ホール         |
| 2019年10月3日  | 名古屋站   | 日本特殊陶業市民会館ビレッジホール |
| 2019年10月13日 | 大阪站     | 大阪NHK禮堂                        |
| 2019年10月14日 | 大阪站     | 大阪 Mielparque 音樂廳             |

- BoA LIVE TOUR 2019 - #mood in SEOUL

| 日期           | 演唱會站次 | 舉行地點                     |
| 2019年10月26日 | 首爾站     | 首爾奧林匹克公園的奧林匹克廳 |
| 2019年10月27日 | 首爾站     | 首爾奧林匹克公園的奧林匹克廳 |

- BoA 20th Anniversary FILM LIVE ～BoA THE LIVE EDITION～

| 日期           | 演唱會站次 | 舉行地點            | 場數 |
| 2021年12月19日 | 大阪站     | 大阪/エル・シアター | 2場  |
| 2021年12月24日 | 東京站     | 東京/山野ホール     | 2場  |

- BoA 20th Anniversary FILM LIVE ～TOUR EDITION～

| 日期          | 演唱會站次 | 舉行地點                   | 場數 |
| 2022年2月12日 | 神奈川站   | 相模女子大学グリーンホール | 2場  |
| 2022年2月26日 | 名古屋站   | 名古屋市演藝中心           | 2場  |
| 2022年2月27日 | 大阪站     | 埃爾劇院                   | 2場  |
| 2022年3月5日  | 福岡站     | 福岡國際會議中心本館       | 2場  |
| 2022年3月13日 | 東京站     | 北托邦櫻花廳               | 2場  |

- BoA 20th Anniversary Special Live -The Greatest

| 日期          | 演唱會站次 | 舉行地點                   |
| 2022年5月29日 | 東京站     | 國立代代木競技場第一體育館 |

- 「BoA LIVE TOUR–BoA : One’s Own」亚洲巡回演唱会

| 日期              | 演唱會站次 | 舉行地點                  |
| 2024年10月12-13日 | 首爾       | 奥林匹克公园手球竞技场    |
| 2024年10月26日    | 雅加達     | GBK Senayan篮球馆         |
| 2024年11月23日    | 台北       | 台大综合体育馆 一楼       |
| 2024年11月30日    | 新加坡     | The Star Theatre 星光剧院 |

- SMTOWN

| 日期                                   | 演唱會站次 | 舉行地點                              |
| SMTOWN演唱會2008                       |            |                                       |
| 2008年8月15日                          | 首爾站     | 首爾奧林匹克主體育場                  |
| 2008年9月13日                          | 上海站     | 上海體育館                            |
| 2009年2月7日                           | 泰國站     | 泰國體育場                            |
| SMTOWN Live'10 World Tour              |            |                                       |
| 2010年8月21日                          | 首爾站     | 首爾奧林匹克主體育場                  |
| 2010年9月4日                           | 洛杉磯站   | 斯台普斯中心                          |
| 2010年9月11日                          | 上海站     | 上海虹口足球場                        |
| 2011年1月25-26日                       | 東京站     | 東京國立代代木競技場                  |
| 2011年9月2-4日                         | 東京站     | 東京巨蛋                              |
| 2011年10月23日                         | 紐約站     | 紐約麥迪遜廣場花園                    |
| SMTOWN Live in Tokyo Special Edition   |            |                                       |
| 2011年9月2-4日                         | 東京站     | 東京巨蛋                              |
| SMTOWN Live World Tour III             |            |                                       |
| 2012年5月20日                          | 洛杉磯站   | 斯台普斯中心                          |
| 2012年6月9日                           | 台灣站     | 新竹竹北體育場                        |
| 2012年8月4-5日                         | 東京站     | 東京巨蛋                              |
| 2012年8月18日                          | 首爾站     | 韓國首爾蠶室體育館                    |
| 2012年9月22日                          | 印尼站     | 雅加達Gelora Bung Karno Stadium體育場 |
| 2012年11月23日                         | 新加坡站   | 濱海灣浮動舞台                        |
| 2013年10月19日                         | 北京站     | 北京國家體育場                        |
| 2013年10月26-27日                      | 東京站     | 東京巨蛋                              |
| SMTOWN Live World Tour IV              |            |                                       |
| 2014年8月15日                          | 首爾站     | 首爾世界盃競技場                      |
| 2014年10月4-5日                        | 東京站     | 味之素體育場                          |
| 2014年10月18日                         | 上海站     | 上海體育場                            |
| 2015年3月21日                          | 台灣站     | 新竹縣立體育場                        |
| 2015年7月5-6日                         | 東京站     | 東京巨蛋                              |
| 2015年7月25-26日                       | 大阪站     | 大阪巨蛋                              |
| SMTOWN Live World Tour Ⅴ               |            |                                       |
| 2016年7月16-17日                       | 大阪站     | 大阪巨蛋                              |
| 2016年8月13-14日                       | 東京站     | 東京巨蛋                              |
| SMTOWN Live World Tour Ⅵ               |            |                                       |
| 2017年7月8日                           | 首爾站     | 首爾世界盃競技場                      |
| 2017年7月15-16日                       | 大阪站     | 大阪京瓷巨蛋                          |
| 2017年7月27-28日                       | 東京站     | 東京巨蛋                              |
| 2018年4月6日                           | 杜拜站     | Autism Rocks Arena                    |
| SMTOWN Live 2018                       |            |                                       |
| 2019年8月3-5日                         | 東京       | 東京巨蛋                              |
| SMTOWN Special Stage in SANTIAGO       |            |                                       |
| 2019年1月18-19日                       | 聖地牙哥   | 胡里奧·馬丁尼茲·普拉達諾斯國家體育場  |
| SMTOWN Live 2019                       |            |                                       |
| 2019年8月3-5日                         | 東京       | 東京巨蛋                              |
| SMTOWN LIVE 2022: SMCU EXPRESS@KWANGYA |            |                                       |
| 2022年1月1日(線上演唱會)               | 首爾       | Beyond Live                           |

- BoA 其他大型演唱會

| 日期           | 演唱會名稱                            | 舉行地點                     |
| 2006年8月16日  | 2006神宮外苑 滿紀實業有限公司煙花大會 | 東京明治神宮外苑             |
| 2009年8月1日   | 《A-Nation 09》演唱會                 | 熊本國家公園                 |
| 2010年11月14日 | 2010分享愛演唱會                      | 首爾奧林匹克體育館           |
| 2012年9月8日   | Kpop Eco Concert                      | 濟州島ICC戶外特設舞臺        |
| 2012年9月9日   | 仁川韓流觀光演唱會2012                | 仁川文化World Cup競技場      |
| 2013年7月1日   | 香港巨蛋音樂節                        | 香港九龍城前啟德國際機場跑道 |
| 2014年7月1日   | 香港巨蛋音樂節                        | 香港九龍城前啟德國際機場跑道 |
| 2020年5月1-2日 | One Love Asia Festival 2020           | 新加坡Bayfront Event Space   |
| 2024年3月23日  | 2024 7-LEVEN 高雄櫻花季               | 高雄夢時代正對面廣場         |

## 獎項

### 大型頒獎禮獎項
| 年份 | 獎項 |
| ---- | --- |
| 2000 | - Mnet音樂錄像帶Festival - 女子新人獎 - KMTV歌謠大戰 - 女子新人獎 |
| 2002 | - m.net Music Video Festival- 最佳人氣音樂錄影帶獎、最佳舞蹈音樂錄影帶獎 - 第3屆大韓民國影像大戰 - 歌手部分照片獎 - 第13屆漢城歌謠大賞 - 大賞 - KMTV Korea Music Awards - 大賞、唱片大賞 - TBS 日本唱片大獎- 金賞 - MBC青少年歌手歌謠季- 唱片大賞 |
| 2003 | - 日本金唱片大賞 - 大賞 - TBS 日本唱片大獎- 金賞 - 韓國演藝藝術大獎 - 新世代歌手大獎 |
| 2004 | - MTV亞洲大獎 - 韓國最受歡迎歌手獎、亞洲最具影響力藝人獎 - 第3屆日本MTV音樂錄影帶大獎 - 最佳女藝人獎、、最佳舞曲音樂錄影帶獎、最佳演唱會表演獎 - NTV BEST HIT 歌謠祭 - 年度最優秀歌曲大賞(QUINCY) - Mnet Kmtv MusicVideo Festival - 年度最優秀作品大賞(MyName) - 第11屆大韓民國演藝藝術獎頒獎典禮 - 新世代歌手大獎、韓流熱潮功勞獎 - SBS Music Awards - 年度最高人氣獎 - TBS 日本唱片大獎- 金賞(QUINCY) - 第6屆Mnet Asian Music Awards - 最佳超級明星獎 |
| 2005 | - 台灣Hit FM Hito 流行音樂獎 - 年度日亞歌曲獎(MyName) - 日本Best Hit歌謠祭 - 最佳流行唱片歌手獎 - Mnet Kmtv MusicVideo Festival - 年度最優秀女歌手獎(GirlsOnTop) - 第12屆大韓民國演藝藝術獎頒獎典禮 - 最高藝術賞 |
| 2006 | - 第17屆日本珠寶獎 - 最佳禮服獎 - 第48屆TNS日本唱片大獎 - 金獎 - 第20屆日本金唱片頒獎典禮 - 本獎(Best of Soul) - SBS Music Award - 年度最高人氣獎 |
| 2007 | - 第14屆大韓民國演藝藝術獎頒獎典禮 - 最佳海外人氣獎 - 第40屆日本Best Hit歌謠節頒獎典禮 - Gold Artist獎 - 當代年輕藝術家獎 - 日本最佳人氣歌曲節 - 藝術家金獎 |
| 2008 | - 第15屆大韓民國演藝藝術頒獎典禮 - 海外人氣獎 |
| 2010 | - 第12屆Mnet Asian Music Awards - 最佳女歌手獎 - 第25屆金唱片大獎 - 唱片本獎 |
| 2012 | - SBS MTV Best of the Best - 年度最佳女歌手獎 - SBS演藝大賞 - 特別獎 |
| 2013 | - 第6屆韓國電視劇賞 - 女子新人賞《期待戀愛》 |
| 2016 | - 第25屆首爾歌謠大賞 - 最佳專輯獎 - 第7屆韓國大眾文化藝術賞 - 總統表彰 |
| 2020 | - 第22屆Mnet亞洲音樂大獎 - 傑出成就獎 - 第1届世界文化产业论坛(WCIF)奖 |

### 音樂節目獎項
| 年份   | 日期     | 電視台 | 節目名稱      | 獲獎歌曲        | 排名          |
| ------ | -------- | ------ | ------------- | --------------- | ------------- |
| 2002年 | 5月11日  | MBC    | Music Camp    | No.1            | 1位           |
| 2002年 | 5月12日  | SBS    | 人氣歌謠      | No.1            | 1位           |
| 2002年 | 5月19日  | SBS    | 人氣歌謠      | No.1            | 1位           |
| 2002年 | 5月26日  | SBS    | 人氣歌謠      | No.1            | 1位           |
| 2002年 | 11月10日 | SBS    | 人氣歌謠      | Valenti         | 1位           |
| 2003年 | 6月22日  | SBS    | 人氣歌謠      | 亞特蘭蒂斯少女  | 1位           |
| 2003年 | 6月28日  | MBC    | Music Camp    | 亞特蘭蒂斯少女  | 1位           |
| 2003年 | 7月6日   | SBS    | 人氣歌謠      | 亞特蘭蒂斯少女  | 1位           |
| 2003年 | 7月12日  | MBC    | Music Camp    | 亞特蘭蒂斯少女  | 1位           |
| 2003年 | 7月13日  | SBS    | 人氣歌謠      | 亞特蘭蒂斯少女  | 1位           |
| 2003年 | 7月19日  | MBC    | Music Camp    | 亞特蘭蒂斯少女  | 1位           |
| 2004年 | 7月4日   | SBS    | 人氣歌謠      | My name         | 1位           |
| 2004年 | 7月11日  | SBS    | 人氣歌謠      | My name         | 1位           |
| 2004年 | 7月18日  | SBS    | 人氣歌謠      | My name         | 1位           |
| 2004年 | 7月29日  | Mnet   | M! Countdown  | My name         | 1位           |
| 2004年 | 7月12日  | SBS    | 人氣歌謠      | Spark           | 1位           |
| 2004年 | 7月19日  | SBS    | 人氣歌謠      | Spark           | 1位           |
| 2005年 | 7月16日  | MBC    | Music Camp    | Girls on top    | 1位           |
| 2005年 | 7月17日  | SBS    | 人氣歌謠      | Girls on top    | 1位           |
| 2005年 | 7月23日  | MBC    | Music Camp    | Girls on top    | 1位           |
| 2005年 | 7月24日  | SBS    | 人氣歌謠      | Girls on top    | 1位           |
| 2005年 | 7月28日  | Mnet   | M! Countdown  | Girls on top    | 1位           |
| 2005年 | 7月31日  | SBS    | 人氣歌謠      | Girls on top    | 1位           |
| 2010年 | 8月13日  | KBS    | Music Bank    | Hurricane Venus | 1位           |
| 2010年 | 8月20日  | KBS    | Music Bank    | Hurricane Venus | 1位           |
| 2010年 | 8月22日  | SBS    | 人氣歌謠      | Hurricane Venus | 1位           |
| 2010年 | 8月27日  | KBS    | Music Bank    | Hurricane Venus | 1位           |
| 2010年 | 8月29日  | SBS    | 人氣歌謠      | Hurricane Venus | 1位           |
| 2012年 | 8月14日  | MBC    | Show Champion | Only One        | 1位           |
| 2012年 | 12月21日 | KBS    | Music Bank    | Only One        | 年終結算:24位 |

## 外部連結
- BoA韓國官方網頁（页面存档备份，存于）
- BoA日本avex官方網頁（日語）
- BoA中文官方網頁（页面存档备份，存于）（繁體中文）
- 寶兒的Facebook專頁
- 寶兒的X（前Twitter）
- 寶兒的Instagram帳戶
- YouTube上的寶兒頻道